# Uferschnepfe
Die Uferschnepfe (Limosa limosa), im Plattdeutschen auch als Greta bezeichnet, ist eine Vogelart aus der Familie der Schnepfenvögel (Scolopacidae). Uferschnepfen sind Langstreckenzieher und brüten vorwiegend auf Feuchtwiesen. Die Art steht sowohl international auf der Vorwarnliste («potenziell gefährdet») der Roten Liste gefährdeter Arten als auch auf der Roten Liste der Brutvögel Deutschlands.

## Beschreibung

### Maße und Gewicht
Die Uferschnepfe ist ein großer, eleganter Watvogel. Sie hat eine Körperlänge von 35 bis 45 Zentimetern (davon Schnabel 8–11 cm) und erreicht eine Flügelspannweite bis zu 75 Zentimetern. Männchen wiegen 160 bis 440 Gramm, Weibchen 244 bis 500 Gramm. Männchen sind meist etwas kleiner als Weibchen und haben einen etwas kürzeren Schnabel.

### Aussehen

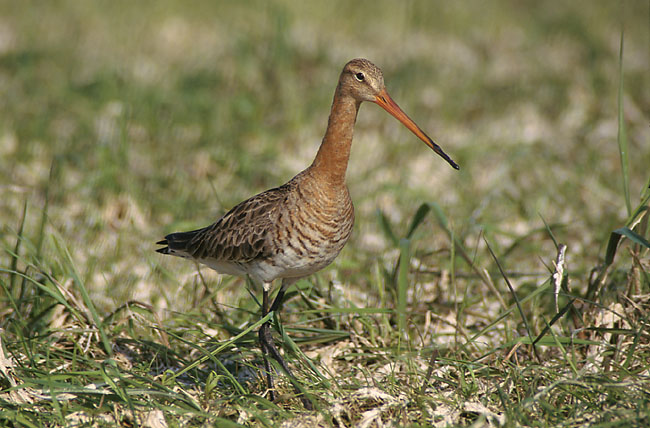
Uferschnepfe im Brutkleid

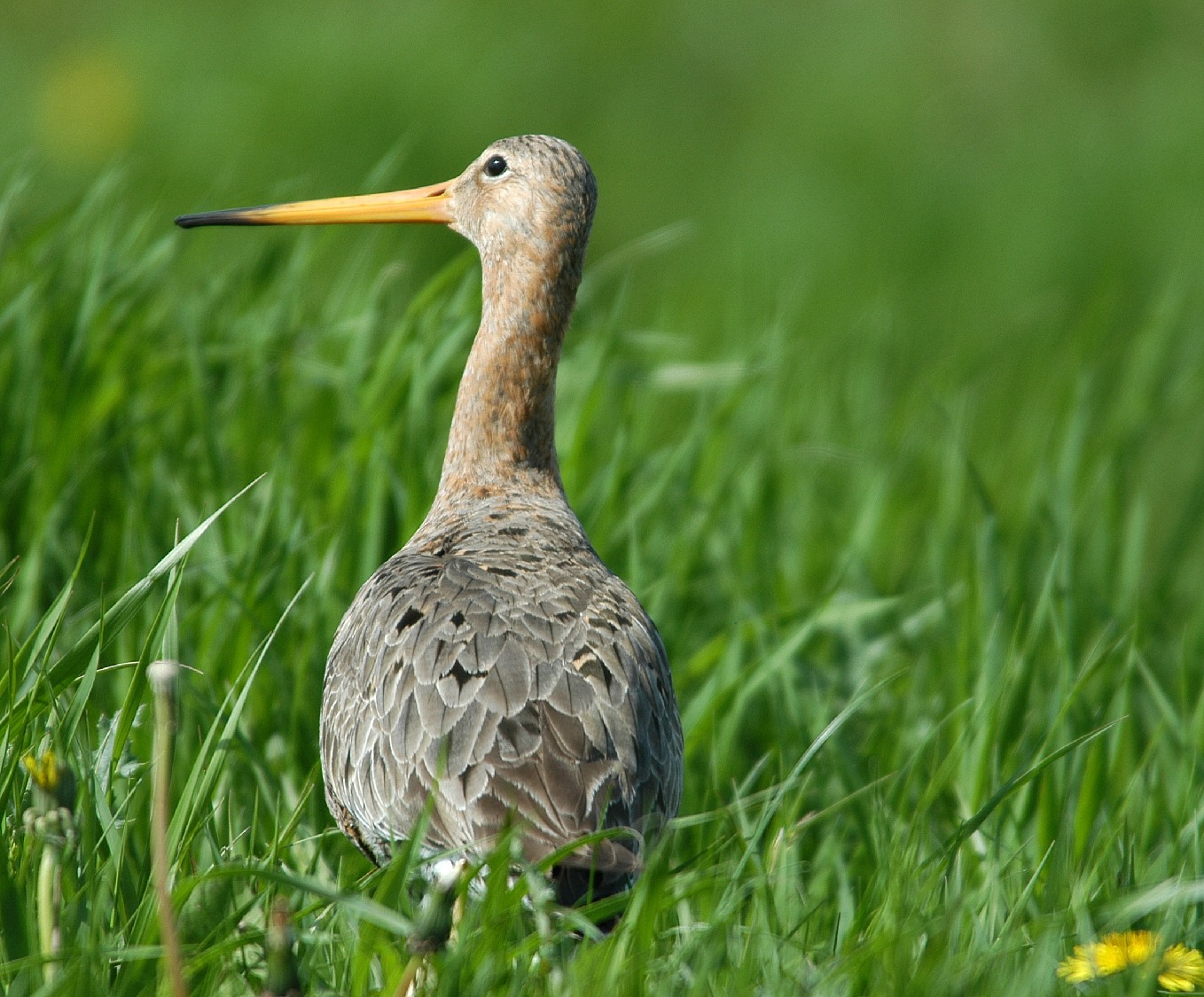

Im Prachtkleid sind Hals, Brust und Kopf orange bis tief rostrot gefärbt, häufig mit weißen oder schwarzen Tupfen durchzogen. Unterbauch und Unterschwanz sind weiß, dabei sind Brust und Bauch von schwarzen Querbändern überzogen. Deren Ausdehnung ist sehr variabel – es gibt sowohl Vögel mit beinahe fehlender schwarzer Querbänderung als auch Individuen mit schwarzen Steifen von der Brust bis auf den Unterschwanz. Auf Mantel und Rücken mausern Uferschnepfen im Brutkleid eine variable Anzahl von orangeroten, grau und schwarz gestreiften Brutfedern, was manchmal den Eindruck eines unfertigen Prachtkleids erweckt. Der Oberkopf ist schwarz gestrichelt. Der lange, gerade Schnabel ist im Sommer von der Basis bis etwa zur Hälfte orange gefärbt, der Rest ist schwarz. Weibchen sind zumeist etwas weniger intensiv und unauffälliger gefärbt als Männchen. Ganzjährig haben Uferschnepfen einen weißen Schwanz mit schwarzer Endbinde.
Im Winter sind Männchen und Weibchen identisch gefärbt. Mantel und Flügel sind dann hellgrau, Brust und Bauch schlicht weiß-grau. Der Schnabel ist im Schlichtkleid rosa mit schwarzer Spitze.
Juvenile Vögel sehen aus wie die Adulten im Schlichtkleid, nur ist die Oberseite dunkel grau-braun, mit blass rot- und gelbbraunen Federsäumen. Hals und Brust sind blass hellbraun. Im ersten Sommer und Herbst hat der Schnabel häufig auch noch nicht seine volle Länge erreicht und ist meist vollständig dunkelgrau.
Das Flugbild der Uferschnepfe ist durch den weißen Schwanz mit schwarzer Endbinde, die weißen Streifen auf den grauen Unterflügeln und den langen geraden Schnabel charakterisiert. Kopf und Schnabel überragen den Körper nach vorn ebensoweit wie Beine und Schwanz nach hinten.
Der Ruf klingt in etwa wie „wed“, „geg“ oder „grutto“. Daher hat die Art auch ihren niederländischen Namen „Grutto“. In Deutschland wird sie aus dem gleichen Grund in manchen Regionen landläufig „Greta“ genannt.

## Lebenserwartung
Es gibt Nachweise von farbberingten Uferschnepfen, die bis zu 18 Jahre alt geworden sind. Verschiedene populationsbiologische Untersuchungen geben Werte von 20 bis 30 Prozent als jährliche Mortalität der Erwachsenen an. Eine neuere Auswertung von Ringfunden gibt eine mögliche Erwachsenenmortalität von bis zu 60 Prozent pro Jahr an, was in Fachkreisen jedoch als nicht wahrscheinlich gilt. Die Mortalität der Jungtiere liegt deutlich über der der Erwachsenen und wird je nach Studie mit 40 bis 70 Prozent beziffert.

## Verbreitung und Lebensraum

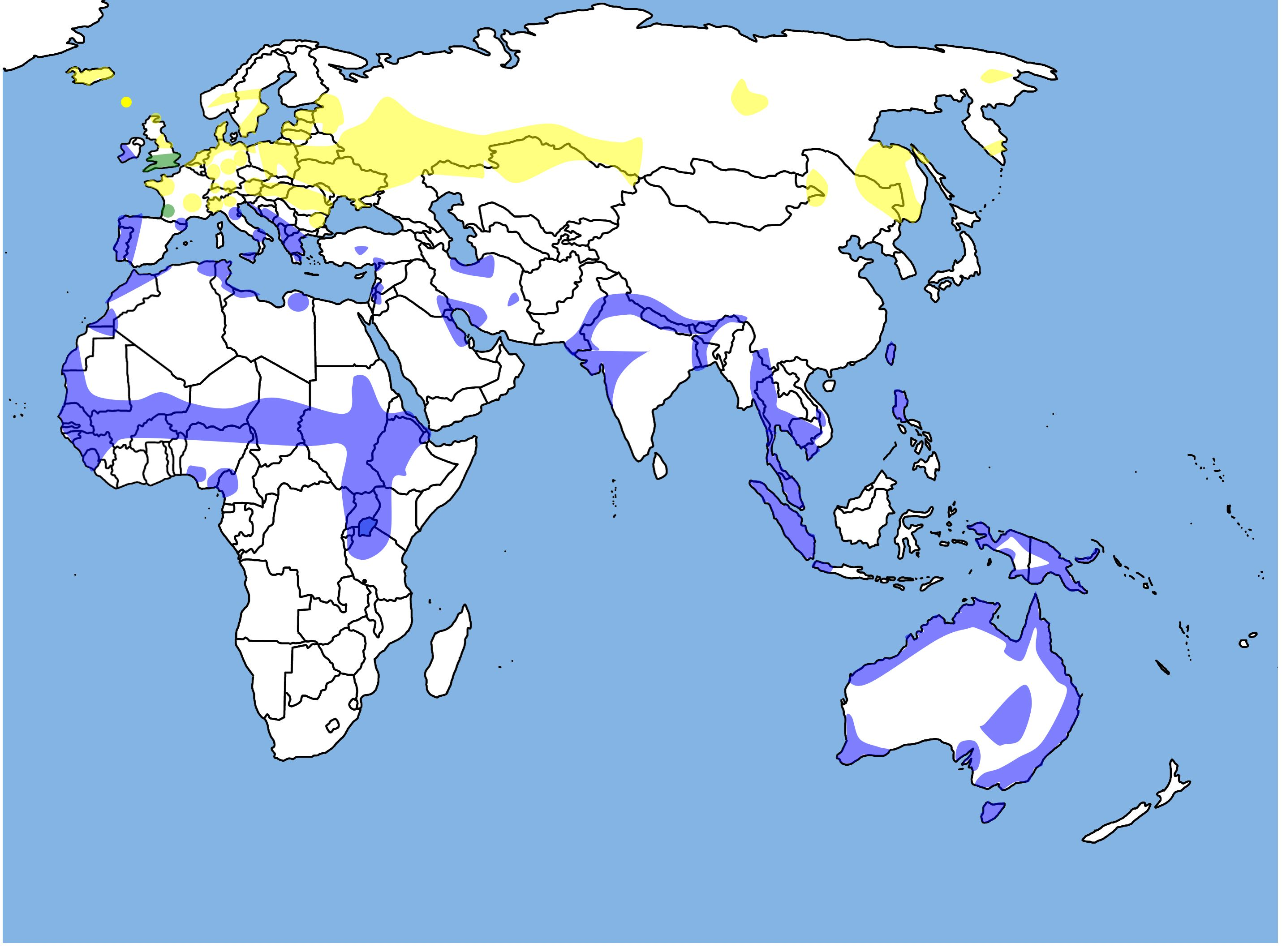
Die Verbreitung der Uferschnepfe. Blau: Überwinterungs- und Rastgebiete, gelb: Brutgebiet, grün: ganzjähriges Vorkommen.

Das Brutgebiet der Uferschnepfe reicht von Island bis Ostsibirien. Die Überwinterungsgebiete liegen in Europa, Afrika, dem Mittleren Osten und Australien.
Die Uferschnepfe brütet vorwiegend auf Feuchtwiesen und feuchten Weiden in Niederungen und Kögen, jedoch auch in Hochmooren und Niedermooren. In Steppengebieten findet man sie in feuchten, grasbewachsenen Senken. Den Winter verbringen die Tiere in Feuchtgebieten. Während der Zugzeit rasten Uferschnepfen auch in Watten, Marschen, auf Schlammflächen und feuchten Verlandungszonen am Rand von Seen und Flüssen, Ästuarien und am Wattenmeer. Uferschnepfen überwintern auch auf Reisfeldern und überfluteten Wiesen und Weiden.
In Deutschland liegen die Verbreitungsschwerpunkte in den großen Grünlandflächen der Tiefebene und entlang der Flussmarschen Norddeutschlands sowie entlang der Küste in den Nationalparks des Wattenmeeres.

### Bruthabitatansprüche in Mitteleuropa
Die Uferschnepfe brütete ursprünglich in Mooren, Küstenmarschen sowie Ästuaren (siehe unten). Heute brütet sie in Mitteleuropa vorwiegend auf feuchten bis nassen, kurzrasigen Wiesen, die vorzugsweise extensiv bewirtschaftet werden. Flache, wasserführende Senken sollen die Ansiedlung begünstigen. Das Nest wird gerne an Stellen angelegt, die etwas Deckung bieten, wie etwa Grasbulten. Während der Kükenaufzucht dagegen wird nicht zu dichte, möglichst blütenreiche Vegetation bevorzugt, da die Jungtiere dort mehr Nahrung finden und sich besser fortbewegen können.

## Unterarten
Es werden drei Unterarten differenziert:
- Limosa limosa limosa: Das Brutgebiet der Nominatform erstreckt sich von Westeuropa über Zentraleuropa bis Zentralasien und Russland bis zum Fluss Jenissei. Sie überwintert in Südeuropa, Westafrika und im Mittleren Osten bis zur östlichen Küste Indiens.

Isländische Uferschnepfe in der Nähe des Mývatn-Sees

- Isländische Uferschnepfe in der Nähe des Mývatn-Sees L. l. islandica: Die Isländische Uferschnepfe ist kleiner als die Nominatform, hat kürzere Beine, mausert im Sommer nahezu vollständig ins Brutkleid und ist deutlich dunkler orange-rot auf der Brust. Sie brütet vorwiegend auf Island, kommt jedoch in geringer Anzahl auch auf den Färöern, den Shetlands und den Lofoten vor. Sie überwintert sowohl auf den Britischen Inseln als auch in Südwesteuropa und in Westafrika. Zurzeit wird über eine Zusammenlegung der isländischen Unterart mit der Nominatform diskutiert; es gibt jedoch noch keine überzeugenden Ergebnisse genetischer Untersuchungen.
- L. l. melanuroides: Die östliche Unterart (Sibirische Uferschnepfe) ist noch kleiner als die isländische Unterart und hat einen noch kürzeren Schnabel. Das Brutkleid ist meistens noch eine Nuance dunkler und vollständiger als bei der isländischen Unterart. Die Sibirische Uferschnepfe brütet in weit verstreuten Populationen in der Mongolei, Nordchina und im Osten Russlands. Diese Vögel ziehen nach Indien, Indochina, Taiwan, die Philippinen, Indonesien, Papua-Neuguinea und Australien.[4]

## Ernährung

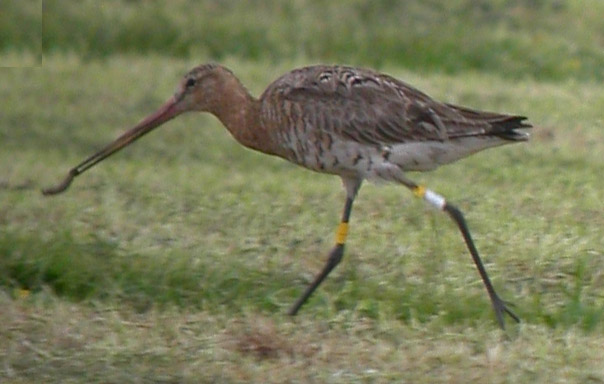
Eine farbberingte Uferschnepfe mit Regenwurm

Die Uferschnepfe ernährt sich von Insekten, Spinnen, Krebstieren, Weichtieren und Würmern. Zur Zugzeit und im Winterquartier fressen ausgewachsene Uferschnepfen bei Verfügbarkeit auch Reiskörner. Manche Teilpopulationen ernähren sich im Winter beinahe rein pflanzlich.
Uferschnepfen stochern mit dem langen Schnabel im Boden, wo sie mit Hilfe der drucksensiblen Schnabelspitze ihre Beute lokalisieren. Manchmal werden Beutetiere oder Pflanzenteile auch von der Bodenoberfläche aufgenommen; diese werden optisch lokalisiert.
Die frisch geschlüpften Küken suchen sich vom ersten Tag an ihre Nahrung selber, sie sind also Nestflüchter. Sie fressen in den ersten zwei Wochen vornehmlich kleine, bis zu vier Millimeter große Insekten, die sie im Gras finden. Sobald der Schnabel lang und fest genug ist, beginnen auch sie nach Bodenarthropoden zu stochern.

## Brutbiologie
Uferschnepfen brüten in der Regel erst mit drei Jahren, momentan wird jedoch immer öfter von Bruten von zwei Jahre alten Vögeln berichtet.

### Ankunft

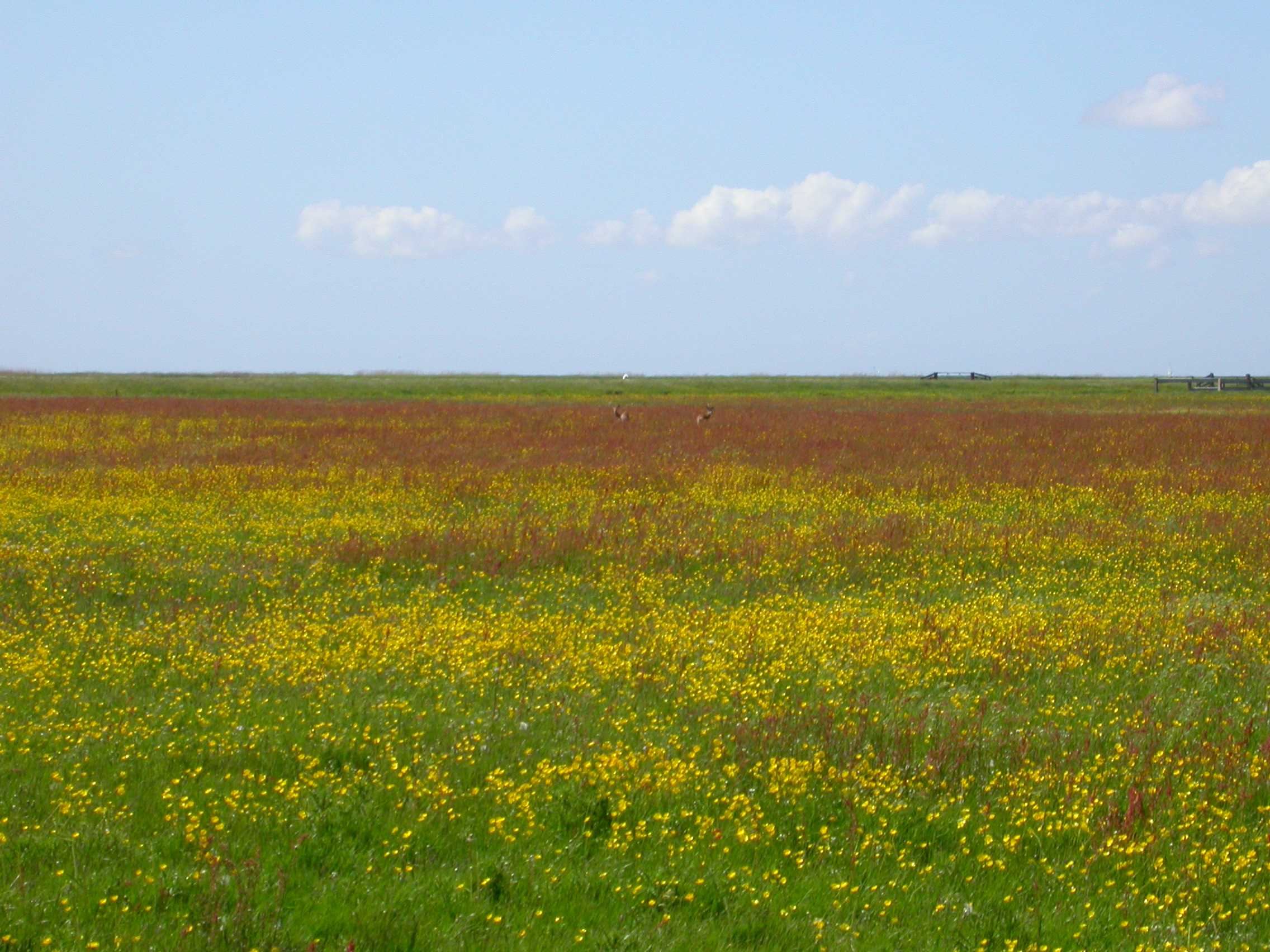
Ein typisches Brutgebiet

In Westeuropa beginnt die Brutzeit der Uferschnepfe im Februar/März mit der Ankunft im Brutgebiet, sofern es dort nicht mehr friert. Dort treffen sich die Paare, die häufig ihr ganzes Leben zusammenbleiben. Bei Isländischen Uferschnepfen konnte gezeigt werden, dass die Paare zeitgleich ankommen, obwohl die Partner mehrere hundert Kilometer voneinander entfernt überwinterten.

### Ansiedlung und Balz
Nach der Ankunft werden Territorien gebildet, die vom Männchen mit spektakulären Balzflügen verteidigt werden. Es fliegt steil auf, rollt seinen Körper um die Längsachse und stürzt steil aus großer Höhe wieder herab. Hierbei lässt es den charakteristischen „grutto-grutto“-Ruf hören. Dieser Teil der Balz wird als „Ausdrucksflug“ bezeichnet. Andere Männchen werden aggressiv aus dem Territorium vertrieben. Sowohl bei der Balz auf dem Boden als auch bei Auseinandersetzungen mit anderen Männchen wird während des Laufens auf dem Boden die schwarze Schwanzbinde präsentiert.
Häufig brüten Uferschnepfenpaare jedes Jahr an derselben Stelle, meist nur wenige Meter vom alten Brutplatz entfernt. Uferschnepfen brüten meistens semi-kolonial, d. h. in kleineren Gruppen von 2 bis 20 Paaren, in Dichten bis zu 3 Paaren pro Hektar. Es gibt aber gelegentlich auch einzelne Bruten.
Das Männchen legt mehrere Nestmulden an, indem es seinen Oberkörper auf den Boden drückt und mit kreisenden Bewegungen eine Mulde in den Boden dreht. Diese wird häufig mit Halmen und anderen Pflanzenteilen gepolstert. Das Weibchen inspiziert diese Nestmulden und legt in die von ihr ausgewählte ihre Eier.

### Brutzeit und Feindabwehr

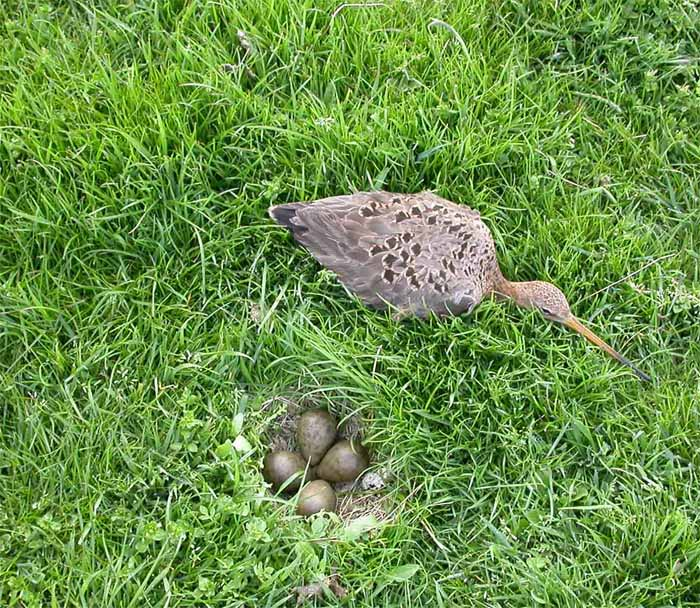
Eine Uferschnepfe neben ihrem Nest

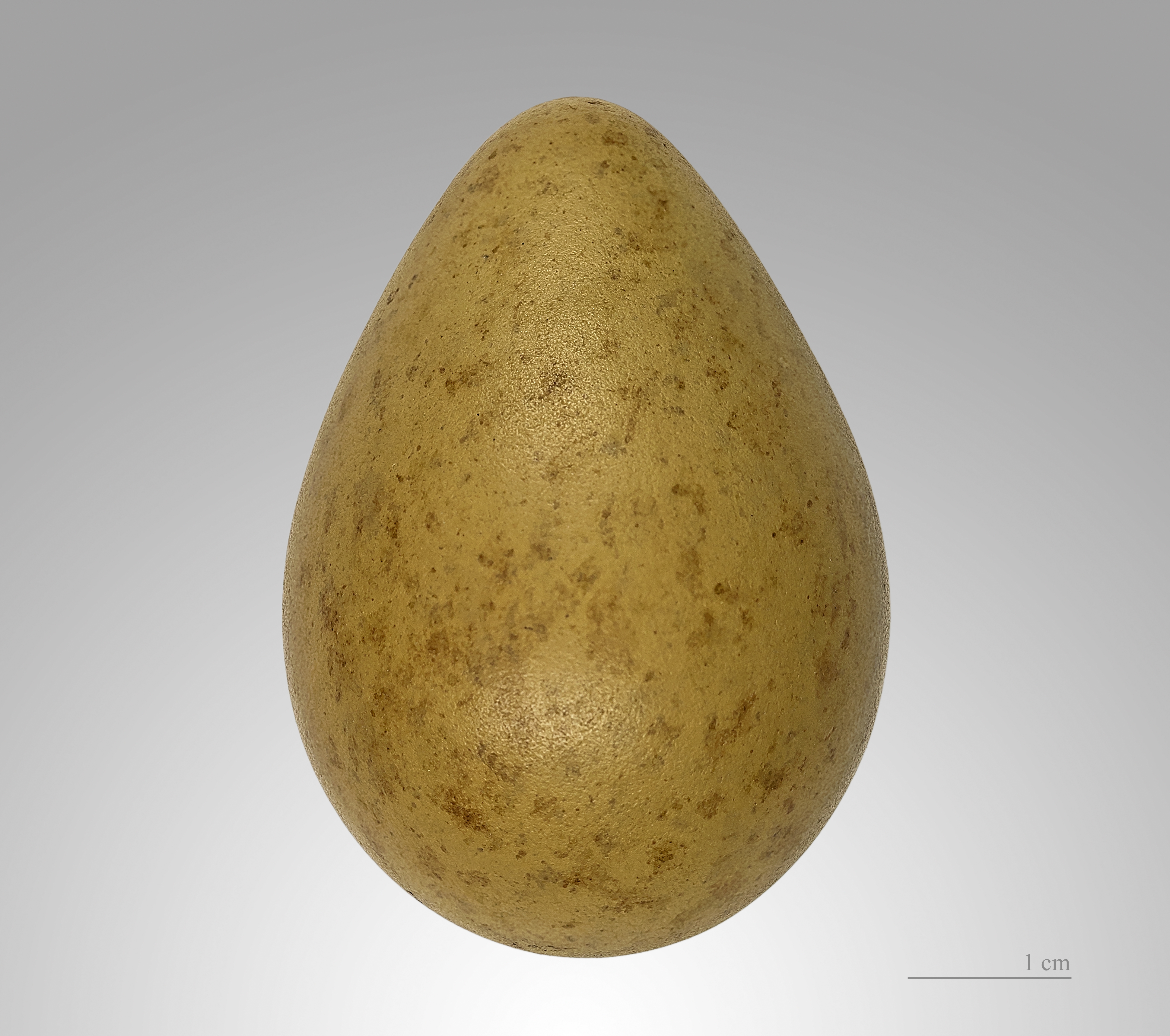
Limosa limosa

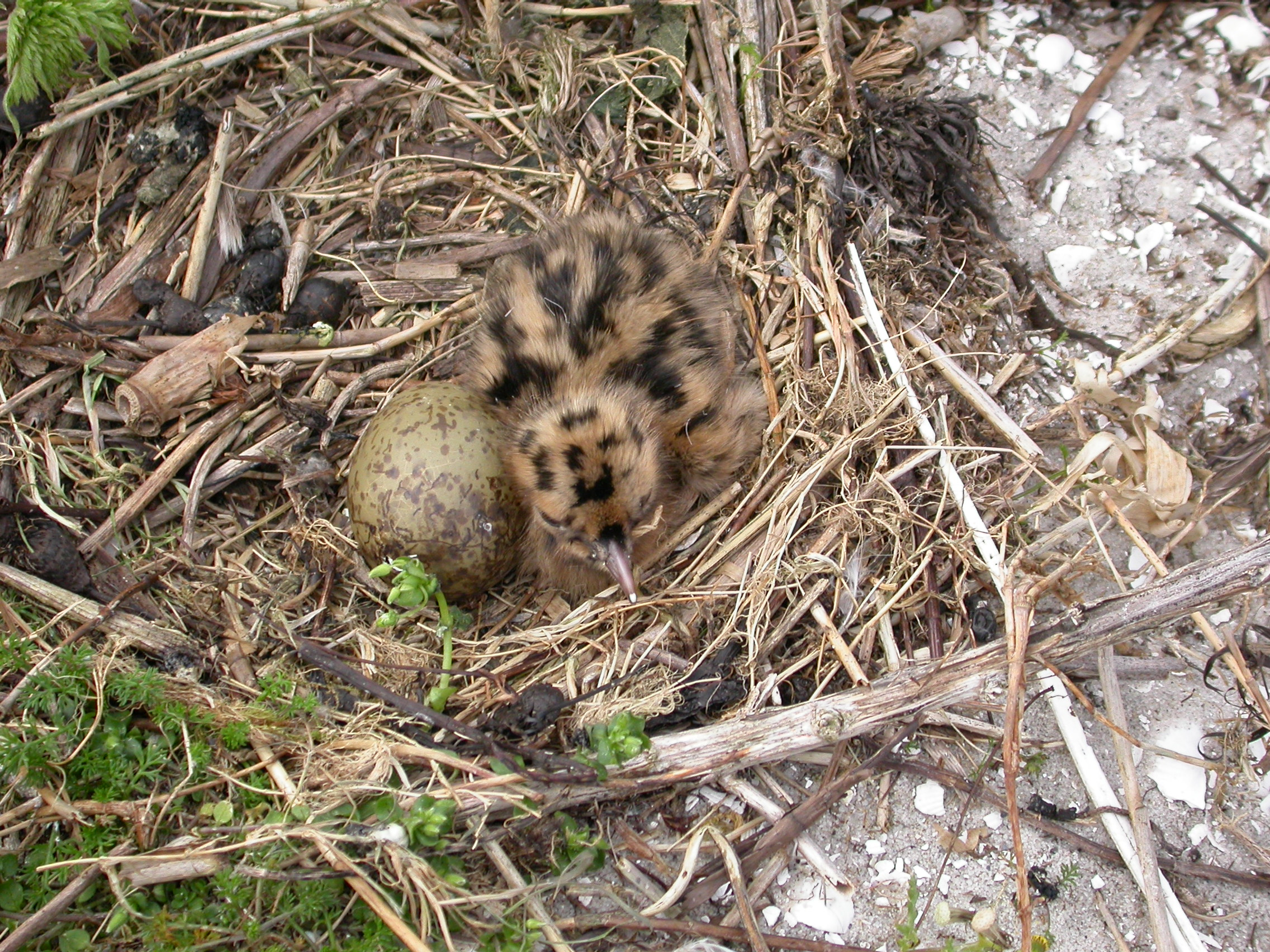
Ei und Küken der Uferschnepfe im Nest

Die Brutzeit erstreckt sich von April bis Juli. Ein Gelege besteht meistens aus vier grünlichen, braun gefleckten Eiern. In sehr seltenen Fällen werden drei oder fünf Eier gelegt. Für das Legen von vier Eiern benötigt eine Uferschnepfe etwa fünf Tage. Beide Altvögel bebrüten die Eier 21 bis 24 Tage lang, bis die Küken schlüpfen. Während dieser Zeit wird das Nest von beiden Altvögeln vehement gegen Feinde verteidigt. Luftfeinde wie Greifvögel werden durch aggressive und schnelle Luftangriffe abgewehrt, unterstützt von lauten Rufen. Häufig helfen Vögel von umliegenden Nestern bei dieser Abwehr. Auch Bodenfeinde werden aus der Luft abgewehrt; hierbei sammeln sich alle Altvögel, die in der Umgebung brüten, um mit baumelnden Beinen sehr tief über dem Prädator auf der Stelle zu fliegen. Ist die Vegetation hoch genug, wird das Nest unter Grashalmen, die der brütende Vogel über sich zieht, verborgen.

### Kükenaufzucht
Beide Elternteile kümmern sich um die Kükenaufzucht. Die Küken sind Nestflüchter und verlassen das Nest bereits wenige Stunden nach der Schlupf, sobald sie trocken sind. Dann werden sie bis zu vier Wochen von den Eltern geführt, bis sie flügge werden. Diese vier Wochen bringen manche Familien in der direkten Umgebung des Nestes zu, andere wandern mit ihren Jungtieren bis zu drei Kilometer weit in Gebiete, die den Jungtieren mehr Nahrung bieten. Dabei werden sogar Kanäle oder Flüsse überwunden, von den Altvögeln fliegend, von den Jungtieren schwimmend. In den ersten drei Tagen müssen die Küken noch gehudert werden, dies wird meistens vom Weibchen übernommen. Die Mortalität der Küken in der ersten Lebenswoche ist sehr hoch und wird durch kalte Wetterverhältnisse noch erhöht. Mit 28 bis 34 Tagen werden die Jungtiere flügge, etwa eine Woche vorher können sie bereits mehrere Meter weit fliegen.

## Zugverhalten
Das Zugverhalten der in Europa brütenden Vögel ist mittlerweile relativ genau bekannt.

### Rückflug in die Überwinterungsgebiete
Nachdem die Vögel die Brutsaison beendet haben, bilden sich bereits in der zweiten Maihälfte bis Ende Juni große Schwärme auf den Schlafplätzen. Die Vögel verlassen ihr Brutgebiet relativ schnell, Anfang Juli sind aus Mitteleuropa die meisten Uferschnepfen bereits verschwunden. Das genaue Timing scheint an die Nahrungsverfügbarkeit gekoppelt zu sein, in trockenen Sommern verlassen sie die Brutgebiete früher als in Sommern mit hoher Niederschlagsmenge.
Ringwiederfunde weisen auf ein unterschiedliches Zugverhalten von Adulttieren und Jungtieren hin. In den achtziger Jahren waren mehr als 80 Prozent der in Frankreich geschossenen Tiere Jungtiere. Daraus schloss man, dass die Adulten in einem langen Nonstop-Flug von den Brutgebieten oder Schlafplätzen bis nach Spanien und Marokko fliegen.
Heutzutage gibt es weder in Frankreich, Spanien noch in Marokko im Sommer passendes Rasthabitat für die Uferschnepfe. Die Errichtung von Staudämmen, Veränderungen im Landbau und die Klimaveränderungen haben dafür gesorgt, dass die ehemals genutzten Flächen nun im Sommer trocken liegen und keine Nahrung mehr bieten. Rezente Beobachtungen unterstützen die Hypothese, dass die meisten Uferschnepfen heute direkt aus dem Brutgebieten nonstop in ihre Überwinterungsgebiete in Westafrika fliegen. Nur sehr geringe Anzahlen, zumeist Jungtiere, werden noch auf Wattgebieten entlang der Küsten von Portugal und Frankreich gezählt. Untersuchungen zur Futteraufnahme und Energieverbrauch haben gezeigt, dass Uferschnepfen physiologisch sehr gut zu einem solchen 4500 km langen Flug in der Lage sind. Dieser Flug würde etwa 72 Stunden ununterbrochenes Fliegen bedeuten. Diese Hypothese wird durch Zählungen aus dem Senegal-Delta gestützt, wo die ersten Vögel bereits in den ersten beiden Juliwochen ankommen.
Die Vögel, die in Deutschland und in den Benelux-Staaten brüten, überwintern zum größten Teil in den Küstengebieten von Senegal, Gambia, Guinea-Bissau und Guinea. Die Überwinterungsgebiete liegen hier ausschließlich in den großen Flussästuarien, der Mangrovenzone und vor allem den Reisanbaugebieten, wobei Letztere bei weitem am wichtigsten sind. In der gesamten Gegend überwinterten im Winter 2005/2006 etwa 100.000 Individuen, wobei etwa 40 Prozent davon in Guinea-Bissau auf den Reisfeldern zu finden waren. Uferschnepfen bevorzugen in diesen Gegenden deutlich Reis als Nahrung, mit Ausnahme der Vögel im Senegaldelta, welche sich dort von tierischer Beute ernähren. Ein weiteres wichtiges Überwinterungsgebiet liegt in Mali bei der inneren Nigermündung, wo maximal 40.000 Uferschnepfen überwintern. Die dort angetroffenen Vögel nahmen ebenfalls vorwiegend tierische Nahrung auf; es wird jedoch angenommen, dass diese Gruppe Uferschnepfen nicht zu der westeuropäischen Brutpopulation gehört und stattdessen in Ost- und Zentraleuropa brütet.

### Frühjahrszug
Einjährige Vögel sind in Europa deutlich unterrepräsentiert. Es ist bis heute nicht klar, wo sie ihr zweites Kalenderjahr verbringen. Es gibt absolut keine Nachweise von Uferschnepfen zwischen April und Juni aus Senegal und Guinea-Bissau, gleichzeitig gibt es aber auch nur wenige zuverlässige Quellen für diesen Zeitraum. Die Maximalzahl beobachteter Uferschnepfen in Mali für den gleichen Zeitraum liegt bei 1000 Individuen. Studien an farbberingten Vögeln zeigen, dass eine geringe Anzahl einjähriger Vögel bereits im ersten Jahr mit dem Brüten beginnt, jedoch ist der Verbleib der Mehrheit der Einjährigen noch stets ein Mysterium. Dabei handelt es sich um eine Größenordnung von 10.000–20.000 Individuen.
Adulte Vögel fliegen ab Ende Dezember von ihren Überwinterungsgebieten in Westafrika und Mali direkt zu den Rastgebieten in Marokko und Portugal beziehungsweise Spanien. Die Rastgebiete in diesen Ländern bieten zu dieser Jahreszeit gute Konditionen für die Nahrungsaufnahme. In Marokko kommen die Vögel Ende Dezember bis Anfang Januar an – zur gleichen Zeit ist eine viel größere Anzahl Vögel auch in Portugal anwesend. Der Vergleich von Simultanzählungen in beiden Gebieten lässt vermuten, dass es sich bei diesen beiden Gruppen um getrennte Zugwege handelt, wobei die Anzahl Vögel in Marokko mit etwa 8000 Individuen im Vergleich zu Portugal/Spanien mit 40 000 Individuen relativ gering ist. Simultanzählungen in Portugal und Spanien zeigten auch, dass es einen Austausch von Vögeln zwischen den portugiesischen Rastplätzen und den spanischen gibt, und deshalb werden beide Gebiete angesichts der geringen Entfernung (270 km) als ein großes, zusammenhängendes Rastgebiet angesehen. Einen direkten Beweis hierfür durch farbberingte Individuen gibt es jedoch noch nicht. Von Portugal und Spanien sowie von Marokko aus fliegt die Mehrheit der Vögel nonstop zu ihren Brutgebieten, nur eine recht geringe Anzahl rastet noch in Frankreich.

### Nahrungsökologie während des Zuges

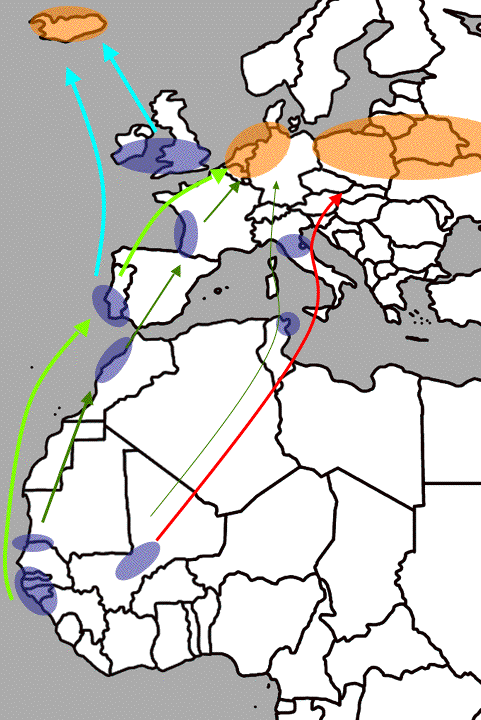
Zugwege von in Europa brütenden Uferschnepfen. Blaue Gebiete:Rast- und Überwinterungsgebiete, orange: Brutgebiete. Hellblaue Pfeile: Zugweg von Limosa l. islandica. Grüne und rote Pfeile: Zugwege von Limosa l. limosa, hellgrün = „granivorer“ Zugweg, dunkelgrün = „carnivorer“ Zugweg, rot = Zugweg eines Teils des Osteuropäischen Brutpopulation.

Diese verschiedenen Rastgebiete bieten den Uferschnepfen sehr verschiedene Nahrung. So ernähren sich Uferschnepfen während des Winters vorwiegend von Reiskörnern. Auch in den Rastgebieten in Portugal und Spanien ist Reis die wichtigste Nahrung, die zum Aufbau von Energiereserven für den Zugweg zur Verfügung steht. In Marokko, Frankreich und in den Brutgebieten fressen Uferschnepfen jedoch beinahe ausschließlich bodenbewohnende Invertebraten, vor allem Regenwürmer und Schnakenlarven. Sie müssen also ihre Ernährung von Pflanzenteilen auf tierische Nahrung umstellen. Untersuchungen an anderen Watvögeln zeigten, dass eine solche Umstellung mit einer Verkleinerung oder, je nach Richtung, Vergrößerung des Muskelmagens einhergeht und relativ viel Energie verbraucht. Dieser Prozess kann bis zu einigen Tagen dauern. Untersuchungen an der Uferschnepfe selbst zeigten, dass sogar die Umstellung von einer tierischen Nahrung auf eine andere relativ kompliziert ist und mit Gewichtsverlusten einhergeht. Daher wird angenommen, dass Uferschnepfen während des Frühjahrszuges nicht mehrere Male ihre Ernährungsweise ändern. Es ist viel wahrscheinlicher, dass es sich um zwei Gruppen von Vögeln mit unterschiedlichem Zugverhalten handelt.
Die erste dieser Gruppen maximiert die Zeit der Nahrungsaufnahme von Pflanzen und fliegt dann direkt von Guinea-Bissau und den Nachbarländern nach Portugal/Spanien, und von dort aus nonstop zu den Brutgebieten im Benelux und Deutschland. Die zweite Gruppe – sehr wahrscheinlich zahlenmäßig viel kleiner – wechselt eher zu tierischer Nahrung, möglicherweise bereits in Senegal. Von dort aus fliegen sie nach Marokko, dann nach Frankreich und von dort in die Brutgebiete.
Eine weitere Möglichkeit ist, dass außerdem eine noch geringere Anzahl von Uferschnepfen in Mali überwintert und von dort, eventuell mit einem kurzen Zwischenstopp in Tunesien, nach Italien zieht, um von dort aus in die Brutgebiete zu fliegen. Allerdings geht man davon aus, dass der Großteil der in Italien rastenden Uferschnepfen in Zentraleuropa brütet und dass die Zahl der in Deutschland oder im Benelux brütenden Tiere, die diesen Zugweg nutzen, sehr gering ist.

## Bestandsgröße und -entwicklung
Das ursprüngliche Bruthabitat der Uferschnepfe sind Niedermoore und Flussästuare. Diese natürlichen Lebensräume haben durch menschliche Eingriffe mehr und mehr abgenommen. Gleichzeitig jedoch wurden durch die Etablierung einer, aus heutiger Sicht, extensiven Wiesen- und Weidewirtschaft großflächig neue Brutgebiete geschaffen, die der Uferschnepfe eine weite Besiedelung der Kulturlandschaft ermöglichten. In Norddeutschland, aber vor allem wohl in den Niederlanden sind durch großflächige Eindeichungen zusätzlich neue Brutgebiete entstanden, was zu einer deutlichen Bestandszunahme führte. Seit Beginn der 1960er-Jahre wirkten sich die Folgen des Strukturwandels der modernen Landwirtschaft negativ aus; die Flurbereinigung und Intensivierung der Landwirtschaft führte zu großflächiger Umwandlung von Wiesen und Weiden in Ackerland und intensiv bewirtschafteten Weiden. Diese Gebiete wurden von Uferschnepfen aufgegeben, in der Folge nahm und nimmt der Uferschnepfenbestand in Westeuropa rapide ab. In Deutschland (2005: 4700) gab es 1999 noch etwa 6600 Brutpaare, davon etwa 4500 in Niedersachsen. Auf der deutschen Roten Liste hat die Uferschnepfe den Status „vom Aussterben bedroht“ (Kategorie 1).

### Weltweiter Bestandstrend
Aufgrund der unterschiedlichen Zugwege („Flyways“) kann man die Population der Nominatform (Limosa l. limosa) in zwei Teilpopulationen auftrennen: Eine westeuropäische und eine zentraleuropäisch-asiatische. Die westliche Population brütet in Skandinavien, Deutschland, Benelux und Frankreich und überwintert in Südwesteuropa und Westafrika (siehe oben). Sie besteht aus etwa 60.000 Brutpaaren. Die zentraleuropäisch-asiatische Population brütet von Polen bis zum Jenissei und überwintert im Mittleren Osten und Indien. Diese Population wird auf etwa 30 – 57 000 Brutpaare geschätzt. Obwohl Uferschnepfen hier in einigen Ländern zunehmen, so nimmt der Großteil des Bestandes auch hier ab, vor allem in Russland und Belarus – beide Länder gemeinsam beherbergen 24 – 40 000 Brutpaare. Die Population der isländischen Unterart nimmt zu; sie stellt jedoch nur einen kleinen Teil der Weltpopulation dar. Für die östliche Unterart kann man nur Annahmen aufgrund der Anzahl in australischen Winterquartieren treffen. Diese nimmt ebenfalls rapide ab. Weltweit gibt es nach Schätzungen noch 634.000 bis 805.000 Brutpaare (Stand: August 2006).
Weltweit hat der Uferschnepfenbestand während der letzten 15 Jahren um beinahe 30 Prozent abgenommen. Deshalb wurde die Uferschnepfe 2005 auf der Roten Liste gefährdeter Arten der IUCN hochgestuft; nun gilt diese Art international als „near threatened“ (Vorwarnliste). In den Niederlanden, wo geschätzte 90 Prozent der westeuropäischen Uferschnepfen brüten, ist die Population in den letzten zehn Jahren um mehr als die Hälfte zurückgegangen.

### Bestandsprognose
Die Uferschnepfe gilt wie die meisten Schnepfenvögel als eine der Arten, die vom Klimawandel besonders betroffen sein wird. Ein Forschungsteam, das im Auftrag der britischen Umweltbehörde und der RSPB die zukünftige Verbreitungsentwicklung von europäischen Brutvögeln auf Basis von Klimamodellen untersuchte, geht davon aus, dass sich bis zum Ende des 21. Jahrhunderts das Verbreitungsareal deutlich verkleinern und sich weiter nach Norden verschieben wird. Etwa achtzig Prozent des heutigen Verbreitungsgebietes werden der Art keine geeigneten Lebensräume mehr bieten. Als potentielles neues Brutareal gelten Finnland und Nordrussland. Die Uferschnepfe wird als mitteleuropäischer Brutvogel nach diesen Bestandsprognosen erhalten bleiben, jedoch ist das Verbreitungsgebiet deutlich kleiner als heute. Sie wird vor allem im Osten Mitteleuropas verschwinden.

## Gründe für die negative Bestandsentwicklung

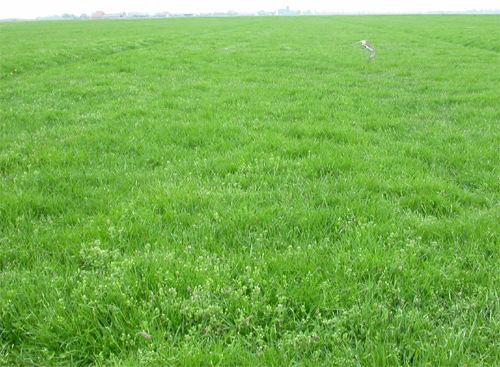
Sogar in solchem artenarmen Intensivgrünland in den Niederlanden brüten Uferschnepfen – meist jedoch mit wenig Erfolg.

Der nicht ausreichende Bruterfolg gilt als wichtigster Grund für den starken Rückgang der Populationen. Die zunehmende Intensivierung der Landwirtschaft und der damit einhergehende Habitatverlust werden hier als wichtigste Gründe genannt. Viele Wiesen und Weiden werden in Ackerland umgewandelt, auf dem Uferschnepfen nicht mehr brüten können. Intensiv bewirtschaftetes Weideland wird häufig nicht mehr besiedelt oder verlassen, Nestverluste durch Viehtritt sind bei hoher Viehdichte entsprechend hoch. Der stets frühere Mahdtermin vermindert dramatisch und direkt die Überlebenswahrscheinlichkeit noch wenig mobiler, junger Küken, da sie einfach übergemäht werden. Auch späte Nester haben natürlich durch eine frühe Mahd so gut wie keine Chance auszuschlüpfen. Eine relativ frühe Mahd beeinflusst zudem das Nahrungsangebot für die Jungtiere negativ, denn in kurzem Gras gibt es weniger Insekten und weniger Deckung vor Fraßfeinden. Dies hat wiederum einen großen und direkten Einfluss auf die Überlebenswahrscheinlichkeit der Jungtiere.
In der Grafschaft Bentheim und dem Emsland, in der lange Jahre Uferschnepfen zahlreich vertreten waren, haben seit den ausgehenden 1980er Jahren die Bestände stark abgenommen durch den Umbruch von Wiesen und Weiden für den Maisanbau, was sich nach dem gerade hier starken Boom von Biogasanlagen und großen Mastställen drastisch verschärft hat.
Weiterhin wird zunehmender Prädationsdruck von Greifvögeln, Rabenartigen, Möwen und Reihern, jedoch besonders durch nachtaktive Säugetiere als Grund für den Rückgang der Populationen genannt. Nachdem die Tollwut in Deutschland  erfolgreich bekämpft worden ist, hat die Population von Füchsen stark zugenommen. Nach Studien aus den 2000er Jahren ist der Fuchs in mehreren Wiesenvogelgebieten Deutschlands und den Niederlanden der Hauptprädator.
Jagd durch den Menschen findet in Europa nur noch in Frankreich statt, als einziges europäisches Land, in dem die Jagd auf Uferschnepfen noch erlaubt ist. Es gibt Schätzungen, nach denen jährlich etwa 20.000 bis 30.000 Uferschnepfen während des Vogelzuges in Frankreich abgeschossen werden.

## Maßnahmen zur Arterhaltung
Viele westeuropäische Staaten haben Projekte zum Schutz der Uferschnepfe gestartet, Brutgebiete unter Schutz gestellt und das Management der Gebiete angepasst. Die Ergebnisse sind jedoch nur bedingt erfolgreich. An einem EU-Aktionsplan wird zurzeit (August 2006) gearbeitet.
Um die Uferschnepfe vor dem Aussterben zu bewahren, empfiehlt Bird Life International, vor allem die vorhandenen Bruthabitate im gesamten Verbreitungsgebiet der Uferschnepfe unter besonderen Schutz zu stellen. Ein sehr später Mahdtermin, nicht vor Ende Juni, ist von großer Wichtigkeit, ebenso eine geringe Viehdichte, wenig bis keine Mineraldüngung und eventuell eine Anhebung des Grundwasserspiegels. Gleichzeitig müssen die Rastplätze während der Zugzeit und die Wintergebiete angemessen unter Schutz gestellt werden. Die Jagd auf Uferschnepfen sollte verboten werden.

## Uferschnepfe und Mensch
Seit Beginn des letzten Jahrhunderts besiedelt die Uferschnepfe Gebiete, die der Mensch bearbeitet, in Westeuropa kann man die Uferschnepfe als Kulturfolger bezeichnen. Die Uferschnepfe ist, gemeinsam mit dem Kiebitz, bis in die achtziger Jahre hinein ein Charaktervogel der feuchten Wiesen und Weiden gewesen. In den Niederlanden ist die Uferschnepfe noch immer einer der häufigsten Brutvögel auf den allgegenwärtigen Wiesen und Weiden, so dass sie dort beinahe als Nationalvogel behandelt wird. Die Eier der Uferschnepfe waren zusammen mit Kiebitzeiern auch in Deutschland, vor allem in der direkten Nachkriegszeit, eine wichtige Nahrungsquelle für die Landbevölkerung.
Der Asteroid des mittleren Hauptgürtels (8765) Limosa ist nach der Uferschnepfe benannt (wissenschaftlicher Name: Limosa limosa). Zum Zeitpunkt der Benennung des Asteroiden am 2. Februar 1999 befand sich die Uferschnepfe auf der niederländischen und europäischen Roten Liste gefährdeter Arten.